# 한국고용정보원
한국고용정보원(韓國雇傭情報院, Korea Employment Information Service, KEIS)은 고용지원서비스 선진화를 위해 고용정책기본법에 의거 2006년 3월 설립된 고용노동부 산하 위탁집행형 준정부기관이다. 고용정보의 수집/분석/제공, 직업에 관한 조사/연구, 고용관련 전산시스템의 개발/관리/운영 등의 업무를 수행함으로써 모든 국민들이 보다 빠르고 정확한 일자리 정보를 얻는데 노력하고 있다. 소재지는 충청북도 음성군 맹동면 태정로 6이다.

## 주요기능 및 역할
- 고용정보 · 고용전산업무계획 수립
- 고용정보의 수집 · 제공 및 고용동향 분석
- 직업사전발간, 직무분석기법 연구 등 직업연구 및 보급
- 직업지도, 직업심리검사 및 직업상담에 관한 기법의 연구 · 개발 및 보급
- 인력의 수급에 영향을 미치는 경제 · 산업의 동향 및 전망 등이 포함되는 인력의 수급 동향 및 전망 작성
- 고용정보 · 고용보험 · 직업훈련 · 외국인근로자 관리 정보통신망 등의 개발 및 운영 · 관리
- 고용서비스의 평가 및 지원
- 위 사업에 관한 국제협력 그 밖의 부대 사업
- 그 밖에 고용노동부장관, 다른 중앙행정기관의 장 또는 지방자치단체로부터 위탁받는 사업

## 연혁
- 2024년 12월: 제8대 이창수 원장 취임
- 2023년 3월: 제7대 김영중 원장 취임
- 2021년 9월: 지능형 직업상담지원서비스 시범운영 개시(행정업무망)
- 2021년 7월: AI기반 직무중심 일자리매칭 시스템 고도화
- 2020년 3월: 제6대 나영돈 원장 취임
- 2020년 2월: 국제표준 부패방지경영시스템(ISO 37001) 인증 획득
- 2019년12월: 전자정부 성과관리 유공 공공앱 부문 행정안전부 장관 표창(워크넷)
- 2019년 9월: 공공서비스 혁신 우수사례 고용노동부 장관상 수상 (워크넷-더워크)
- 2018년12월: 일자리포털(빅데이터 기반으로 워크넷 개편) 서비스 개시
- 2017년  4월: 고용보험서비스 PIMS 인증 획득
- 2016년 12월: 제5대 이재흥 원장 취임
- 2016년  3월: 개원 10주년 기념 행사
- 2015년12월: 모바일 워크넷 다운로드 300만건(누적) 돌파
- 2015년 10월: 고용보험데이터 품질 '최고등급' 획득
- 2015년  9월: 모바일 워크넷 콘텐츠 품질 인증
- 2015년  3월: 프랑스 고용서비스공단과 업무 협약
- 2014년  4월: 국민에게 사랑받는 '공공앱 베스트10' 선정(워크넷)
- 2013년 12월: 제4대 유길상 원장 취임
- 2011년  8월: 제3대 정철균 원장 취임
- 2012년 12월: 차세대 워크넷 서비스 시작
- 2010년 11월 : 워크넷 모바일 서비스 개시
- 2008년  7월: 제2대 정인수 원장 취임
- 2006년 3월: 한국고용정보원 개원
- 2001년 1월: 한국산업인력공단 중앙고용정보원 개원
- 1995년 5월: 노동부 중앙고용정보관리소 직제 개정
- 1979년 7월: 노동청 국립중앙직업안정소 개소

## 조직
- 감사 (비상임)
  - 청렴감사실

### 한국고용정보원장
빅데이터센터
- 빅데이터분석TF팀
- 빅데이터서비스개발TF팀

혁신기획단
- 전략기획팀
- 고객성과팀

고용정보 서비스실
- 정보화기획팀
- 워크넷팀
- 취업지원팀
- 고용보험팀
- 능력개발팀
- 외국인력팀
- 국민취업지원TF팀

일자리플랫폼실
- 플랫폼운영팀
- 데이터표준팀
- 데이터지원팀
- 부정수급관리팀
- 결합기관컨설팅TF팀

#### 정보보호운영실
- 정보보호팀
- 시스템운영팀
- 고객상담팀

#### 고용서비스전략실
- 고용서비스혁신팀
- 고용서비스품질팀
- 생애진로개발팀
- 미래직업연구팀
- 청년정책허브지원단

#### 고용정보분석센터
- e 현장행정지원팀
- 인력수급전망팀
- 고용통계조사팀

#### 일자리사업평가센터
- 평가기획팀
- 중앙일자리평가팀
- 지역일자리지원팀

#### 경영지원실
- 조직예산팀
- 인사교육팀
- 운영지원팀
- 국가고용정보화개발센터TF
- 법무지원TF팀

## 같이 보기
- 대한민국 고용노동부